# Divine adoratrice d'Amon
Le titre de Divine adoratrice (dwȝt-nṯr) puis d'Épouse du dieu (ḥmt-nṯr), ou Main du Dieu (ḏrt-nṯr), est successivement porté par des catégories totalement différentes de femmes égyptiennes. Il désigne des prêtresses consacrées au service d'Amon, tout comme d'autres divines adoratrices sont attachées à la déesse Hathor ou placées au service d'Atoum, de Min et de Sobek. Il semble qu’en leur qualité de « Main du dieu » elles aient pour rôle d’« éveiller la pulsion sexuelle » du dieu créateur. Leur rôle et leur pouvoir spirituel et temporel dépasse celui des grandes épouses royales à la fin de la troisième période intermédiaire (à partir de la XXVe dynastie) jusqu'à ce que les rois perses abolissent la fonction.

## Évolution de la fonction

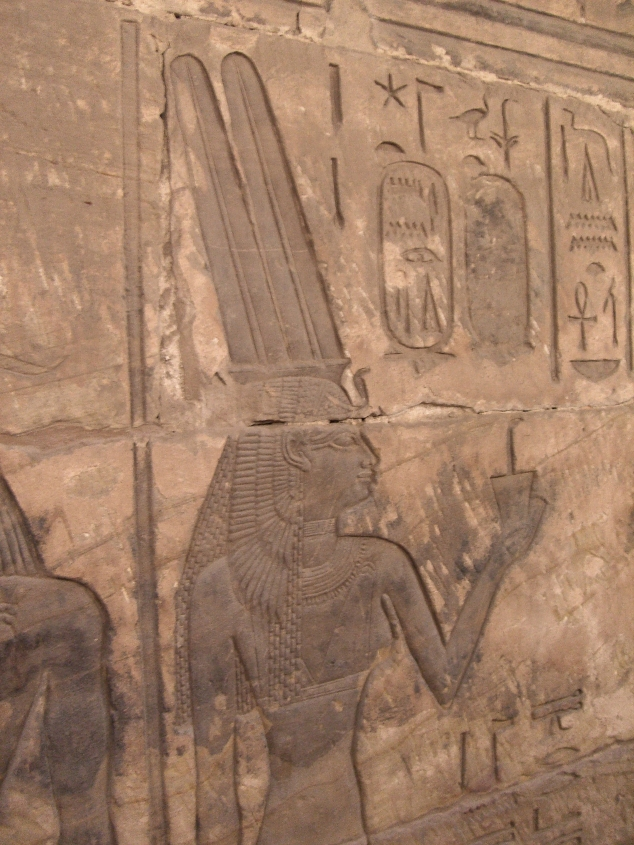
La divine adoratrice d'Amon, Amenardis Ire, parée de la couronne à double plume, fait une offrande - Chapelles des divines adoratrices - Médinet Habou -.

Les épouses du dieu sont des dames du plus haut rang, membres de la famille royale. Pendant le Nouvel Empire, le titre est porté notamment par Ahmès-Néfertary, sœur et grande épouse d’Ahmôsis Ier, puis par leur fille Méritamon, et, après elle, par Hatchepsout et Néférourê. Ainsi, malgré le titre, qui suggère un attachement exclusif à Amon, « le mariage mystique [avec le dieu] n'exclut pas (…) le mariage avec un roi et la maternité ». 
L'institution se transforme  à partir de Ramsès VI, sous la XXe dynastie : désormais, les épouses d'Amon sont des princesses célibataires qui se vouent exclusivement au dieu. Elles se succèdent par voie d'adoption, transmettant la prêtrise à leur « fille », souvent leur nièce.
À partir de la Troisième Période intermédiaire jusqu'à l'époque saïte, elles forment d’authentiques dynasties sacerdotales. En effet, sur les reliefs, leur nom est inscrit dans un cartouche royal.  Dans d’autres scènes, elles sont aussi liées à l’iconographie royale traditionnelle, le dieu les étreint, ou leur tend le signe ânkh, tout comme il en fait ailleurs don à pharaon. Pendant la XXIIe dynastie, elles se font enterrer à proximité du Ramesséum[Selon qui ?]. À partir des dynasties kouchites et saïtes, les responsabilités spirituelles des divines adoratrices s'accroissent. Elles sont représentées en train d’assumer des fonctions proprement monarchiques, présentant Maât à Amon et lui consacrant des offrandes ; ou encore, on les voit associées aux rites de fondation des sanctuaires, habituellement une prérogative du roi ritualiste. Elles éclipsent alors les reines sur lesquelles on dispose de peu d'informations et dont elles portent la couronne ornée d'une double plume sur les fresques et les statues. Ces divines adoratrices ne sont pas remplacées à la mort du roi, si bien qu'elles exercent leur fonction durant plusieurs dizaines d'années, jusqu'à leur décès. C'est notamment le cas d'Amenardis Ire, fille du roi de Nubie Kachta, qui exerce sa fonction sous les règnes des pharaon koushites Piânkhy, Chabaka et Chabataka ou de Nitocris Ire , qui officie pendant environ 70 ans et survit à la nièce qu'elle avait initialement choisie pour lui succéder,.
Le lieu de sépulture est alors à Médinet Habou.
La fonction de divine adoratrice est abolie sous la domination perse, après 525 av. J.-C.
Elles étaient assistées d'un grand majordome comme l'atteste le relevé des titres d'un personnage sur une statue de l'époque saïte conservée au musée du Louvre.

## Divines adoratrices d'Amon à dater de la Basse Époque
| Nom              | Commentaires                                                              | Dates                      |
| ---------------- | ------------------------------------------------------------------------- | -------------------------- |
| Chepenoupet Ire  | fille d'Osorkon III                                                       | -754 à -714 ou -750 à -715 |
| Amenardis Ire    | fille de Kachta, sœur de Piânkhy                                          | -740 à -720 ou -700        |
| Chepenoupet II   | nièce d'Amenardis Ire, fille de Piânkhy, sœur de Taharqa                  | -710 à -650                |
| Amenardis II     | fille de Taharqa                                                          | -650 à -640                |
| Nitocris Ire     | fille de Psammétique Ier                                                  | -640 à -586                |
| Ânkhnesnéferibrê | fille de Psammétique II, petite-nièce de Nitocris Ire qui l'avait adoptée | -586 à -525                |
| Nitocris II      | pas de règne, le poste étant aboli sous la conquête perse                 | -525                       |

## Hommage
En octobre 2018, le musée de Grenoble a organisé une exposition de trois mois, Servir les dieux d'Égypte, consacrée au culte d'Amon et à ses divines adoratrices.